# Riu Tietê
El riu Tietê és un curs d'aigua de l'estat de São Paulo (Brasil), essent un afluent del riu Paraná. És conegut a nivell nacional per travessar, al llarg dels seus 1.100 km de longitud, pràcticament tot l'estat paulista d'est a oest, i per marcar la geografia urbana de la ciutat més gran del país, São Paulo.
El Tietê neix al municipi de Salesópolis, a 22 km de l'oceà Atlàntic, però a diferència dels principals rius brasilers, el curs es dirigeix cap a l'interior de l'estat, caracteritzant així un riu amb drenatge endorreic, una característica que el va convertir en un instrument important en la colonització del Brasil. El seu naixement es troba a 1.120 metres d'altitud, a la serralada del Mar, però el fort desnivell l'obliguen a fluir en sentit nord-oest. Desemboca al pantà format per la presa de Jupiá, al riu Paraná, en la frontera amb l'estat de Mato Grosso do Sul, entre els municipis d'Itapura i Castilho.
Els nadius l'anomenaven Anhembi, per la quantitat d'anhumas (xahà banyut) que s'hi trobaven. El nom tupi Tietê ("aigua verdadera") va ser el que feien servir els bandeirantes que aprofitaven el riu en les seves incursions cap a l'interior del continent, a començaments del segle xviii.